# قدید (استان جلفه)
قدید (به عربی: القديد) یک شهرداری در الجزایر است که در استان جلفه واقع شده‌است.
 قدید  ۱۱٬۰۵۹ نفر جمعیت دارد.